# الهيبو تانج
 الهيبو تانج (باللاتينية: Paracanthurus hepatus)، (بالإنجليزية: hippo tang) هي سمكة من أسماك الزينة موطنها الاندو باسيفك، تصل لحجم 12 سم وهي غير مضره للشعب المرجانية الرخوة أو الصلبة. السمكة شرسه جداً مع نفس فصيلتها.